# Zhu Youdun
Pour les articles homonymes, voir Zhu.
Zhu Youdun (朱有燉), né en 1379, mort en 1439, est un dramaturge et poète chinois.

## Biographie
Zhu Youdun est le petit-fils de Zhu Yuanzhang, fondateur de la dynastie Ming. Il porte le titre de prince de Zhou, hérité de son père Zhu Su, mort en 1425. Les jeux de pouvoir du début des Ming le condamne à l'exil.

## Œuvre
La totalité des trente-et-une pièces de Zhu Youdun ont été conservées. Elles appartiennent toutes au style zaju. Elles sont toutes destinées à divertir. Une dizaine sont des œuvres de circonstances (anniversaires, commémorations...), comme Les Huit Immortels célèbrent la longévité. Une dizaine d'autres sont des pièces religieuses, tel Zhang le Maître céleste aux prises avec l'Immortelle de la lune. Le reste a des sujets relatifs à la morale, souvent des histoires de courtisanes défendant leur honneur, ainsi de Liu Panchun reste fidèle à son amour. Plusieurs de ses pièces sont des adaptations de celles de Guan Hanqing, dont Zhu se voulait l'héritier. Il est aussi l'auteur de deux pièces mettant en scène les brigands des monts Liang, qui fournissent la matière du grand roman Au bord de l'eau, plus tardif. Ce sont Le Moine Léopard (Baozi heshang) et Le Juste dédaigne les richesses (Zhang yi shu cai),.
Sous l'influence du chuanqi, Zhu Youdun, comme d'autres dramaturges, assouplit la structure rigide du zaju des Yuan : chant dévolu à plusieurs personnages et non un seul, plus de quatre actes, introduction des airs du Sud... Son style se caractérise à la fois par le caractère très recherché de ses airs et des dialogues proches du chinois vernaculaire. Il est considéré comme l'un des dramaturges les plus importants du début des Ming.
Zhu a aussi composé plusieurs recueils de poésie.

## Liste des pièces
- Baxian qingshou (Les Huit Immortels célèbrent la longévité)
- Zhang Tianshi mingduan changouyue (Zhang le Maître céleste aux prises avec l'Immortelle de la lune)
- Liu Panchun shouzhi xiangnangyuan  (Liu Panchun reste fidèle à son amour ou Le Ressentiment de la sacoche parfumée)
- Guan Yunchang yiyong ci jin (Guan Yunchang, avec honneur et courage, refuse l'or)
- Baozi heshang (Le Moine Léopard)
- Zhang yi shu cai (Le Juste dédaigne les richesses)
- Jimu daxian (La Belle-mère très vertueuse)
- Tuanyuan meng (Rêve de réunion)
- Fu luo chang
- Xiangnang yuan